# Festiwal Stolica Języka Polskiego
Festiwal Stolica Języka Polskiego – wydarzenie o charakterze literackim, odbywające się w okresie letnim w Szczebrzeszynie i częściowo w Zamościu, którego głównym organizatorem jest Fundacja Sztuki Kreatywna Przestrzeń. Celem festiwalu jest promocja literatury polskiej i czytelnictwa.

## Opis
W programie Festiwalu Stolica Języka Polskiego znajdują się spotkania z ludźmi teatru, pisarzami, pisarkami, poetami, poetkami, tłumaczami i tłumaczkami, twórcami i twórczyniami z różnych dziedzin sztuki. Odbywają się debaty, koncerty, warsztaty dla młodzieży, zorganizowana jest również specjalna strefa dla dzieci, tzw. Mała Stolica. Miasteczko festiwalowe zlokalizowane jest w Szczebrzeszynie, natomiast część wydarzeń odbywa się także w niedalekim Zamościu.
Tzw. pasma festiwalu, czyli ścieżki tematyczne, mają swoich kuratorów, swoje kuratorki. Funkcję tę w kolejnych edycja pełniły następujące osoby: Katarzyna Stoparczyk, Danuta Kępa-Figura, Paweł Nowak, Justyna Sobolewska, Janusz Majcherek (2023) i in.
Zaproszenie na festiwalowe edycje przyjmowali i przyjmowały m.in.: Wiesław Myśliwski, Olga Tokarczuk, Mikołaj Grynberg, Mariusz Szczygieł, Szczepan Twardoch, Stefan Chwin, Zyta Rudzka, Marcin Wicha, Ilona Wiśniewska, Oksana Zabużko, Sylwia Chutnik, a także Zbigniew Wodecki, Kamil i Kora Sipowicz, Katarzyna Groniec, Magda Umer i Włodzimierz Nahorny.
Podczas festiwalu przyznawane są nagrody: Nagroda Człowiek Słowa (od 2017 r.) i Nagroda Wielkiego Redaktora.
Pomysłodawcą i dyrektorem Festiwalu Stolica Języka Polskiego jest teatrolog Piotr Duda. Festiwal współtworzy z nim regionalista Tomasz Pańczyk. Działają w ramach Fundacji Sztuki Kreatywna Przestrzeń, która do realizacji wydarzenia wspólnie z Radą Festiwalową zaprasza partnerów komercyjnych, inne organizacje, instytucje, uczelnie, a także wolontariuszy i wolontariuszki.
Festiwal Stolica Języka Polskiego posiada certyfikat Turystycznej Marki Roztocze.

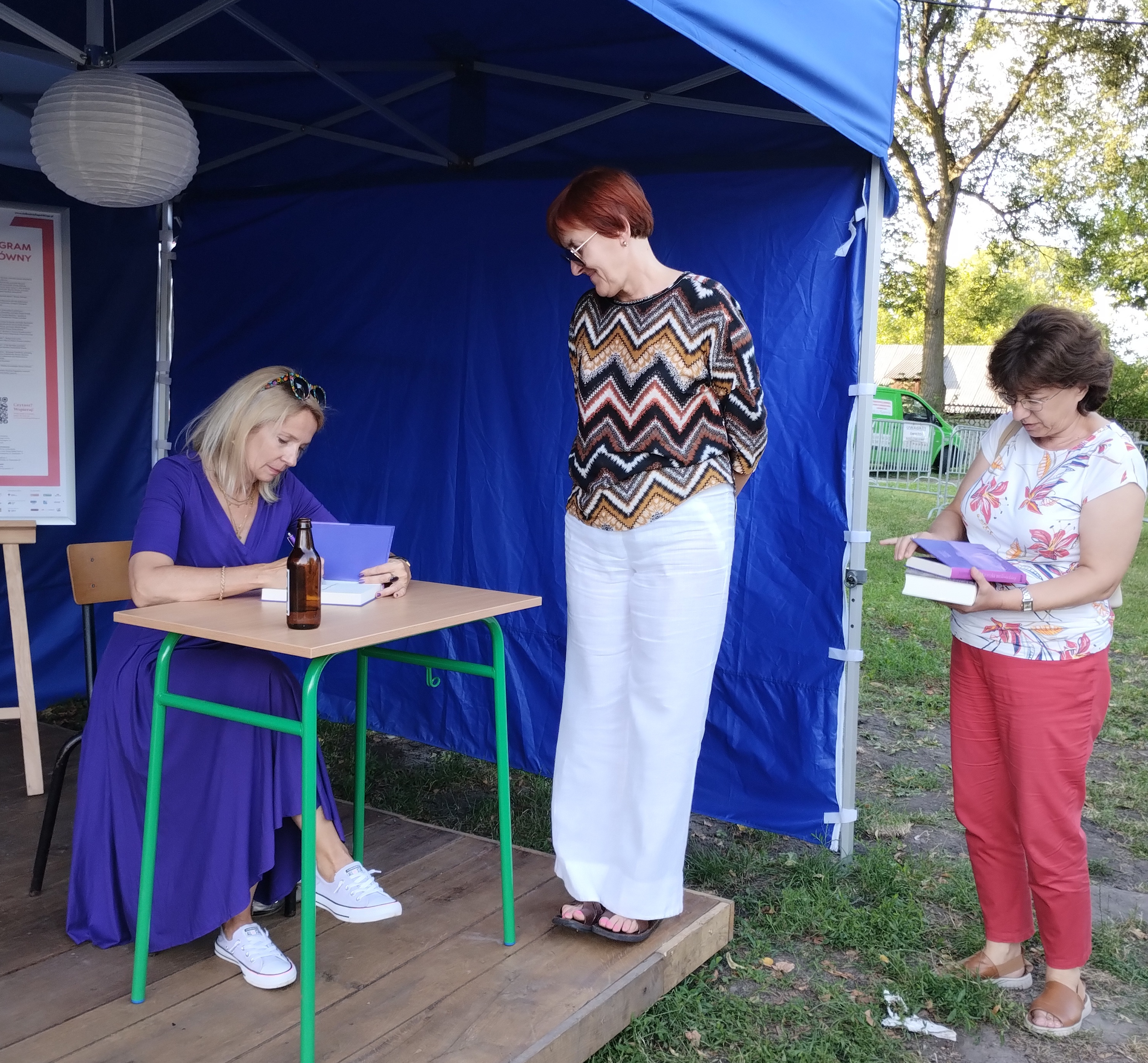
Joanna Bator podpisuje swoje książki podczas IX edycji Festiwalu Stolica Języka Polskiego

## Patroni edycji Festiwalu
Patronami kolejnych edycji Festiwalu Stolica Języka Polskiego są polscy nieżyjący twórcy literaccy:
- I edycja (8–16 sierpnia 2015 r.) – Jan Brzechwa[29][23][30]
- II edycja (31 lipca – 27 sierpnia 2016 r.) – Bolesław Leśmian[3]
- III edycja (6–12 sierpnia 2017 r.) – Wisława Szymborska i Kornel Filipowicz[31]
- IV edycja (5–11 sierpnia 2018 r.) – Skamandryci[22][32]
- V edycja (5–11 sierpnia 2019 r.) – Jan Brzechwa i Anna Świrszczyńska[18]
- VI edycja (2–8 sierpnia 2020 r.) – Cyprian Kamil Norwid[15][33]
- VII edycja (1–7 sierpnia 2021 r.) – Tadeusz Różewicz[7]
- Wojciech Widłak podpisuje swoje książki podczas IX edycji Festiwalu Stolica Języka Polskiego

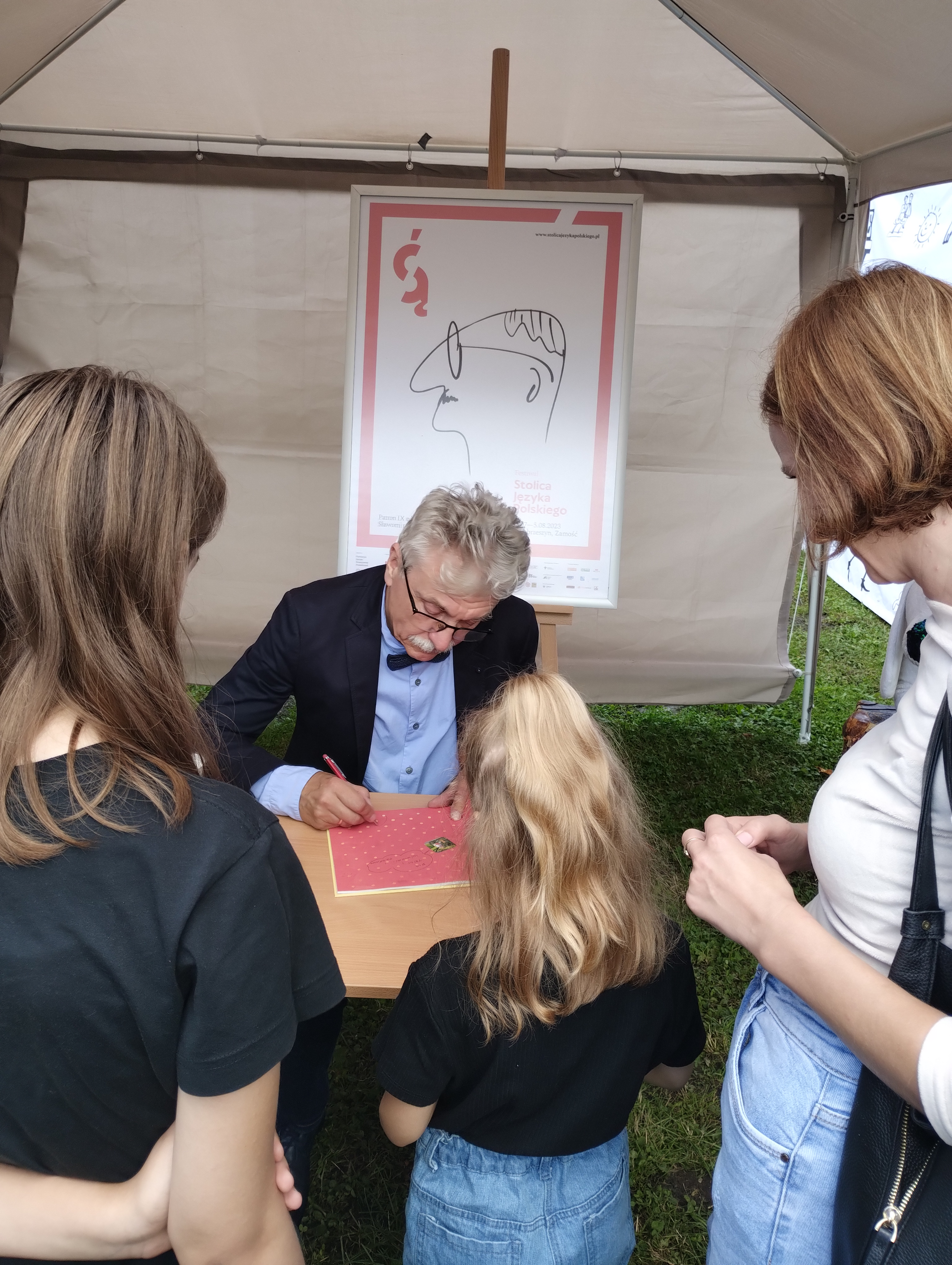
Wojciech Widłak podpisuje swoje książki podczas IX edycji Festiwalu Stolica Języka Polskiego

VIII edycja (7–13 sierpnia 2022 r.) – Miron Białoszewski
- IX edycja (30 lipca – 5 sierpnia 2023 r.) – Sławomir Mrożek[34]

## Rada Festiwalu
Rada Festiwalu Stolica Języka Polskiego opiekuje się merytoryką programu kolejnych edycji, omawia także strategię rozwoju tej inicjatywy i utrzymuje kontakt ze środowiskiem literackim i artystycznym.
- Skład Rady w latach 2016–2019: Piotr Duda, o. Tomasz Dostatni, Grzegorz Gauden, Janusz Kukuła, Tomasz Pańczyk (przewodniczący), Michał Rusinek, Justyna Sobolewska, Jacek Socha, Sylwia Stano

- Skład Rady w r. 2021: Piotr Duda, Tomasz Pańczyk (sekretarz), Iwona Hofman (przewodnicząca), Wiesław Myśliwski (honorowy przewodniczący), Justyna Sobolewska, Michał Rusinek, Marek Zagańczyk i Tomasz Kopoczyński

- Skład Rady w latach 2022–2023: przewodnicząca rady Iwona Hofman, honorowy przewodniczący Rady Festiwalu Wiesław Myśliwski, Piotr Duda, sekretarz Tomasz Pańczyk, Justyna Sobolewska, Grzegorz Gauden, Michał Rusinek, Ryszard Koziołek.

15 grudnia 2023 roku pięcioro członków rady (Justyna Sobolewska, Grzegorz Gauden, Ryszard Koziołek, Tomasz Pańczyk i Michał Rusinek) zrezygnowało z członkostwa w niej.

## Laureaci i laureatki Nagród Festiwalu

### Nagroda Człowiek Słowa
m.in.: Wiesław Myśliwski, Maja Komorowska, Urszula Kozioł, Tadeusz Sobolewski, Michał Heller, Marian Turski, Krzysztof Globisz

### Nagroda Wielkiego Redaktora
m.in.: Małgorzata Szczurek, Marianna Sokołowska, Janusz Degler, Teresa Chylińska, Andrzej Stanisław Kowalczyk